# Holodactylus
Holodactylus är ett släkte av ödlor. Holodactylus ingår i familjen geckoödlor.
Släktets arter förekommer i nordöstra Afrika och de vistas i torra regioner. Släktets medlemmar har fingrar och tår som inte är förlängda och de är utrustade med klor. Arterna är nattaktiva och de har rörliga ögonlock så att de kan sluta ögonen.
Arter enligt Catalogue of Life:
- Holodactylus africanus
- Holodactylus cornii